# Indische Badmintonmeisterschaft 1978/79
Die Indische Badmintonmeisterschaft der Saison 1978/1979 fand Anfang 1979 in Udaipur statt. Es war die 43. Austragung der nationalen Titelkämpfe im Badminton in Indien.

## Finalergebnisse
| Disziplin    | Sieger                       | Finalist  | Ergebnis    |
| ------------ | ---------------------------- | --------- | ----------- |
| Herreneinzel | Prakash Padukone             | Syed Modi | 15-6, 15-1  |
| Dameneinzel  | Kanwal Thakar Singh          | Ami Ghia  | 11-7, 12-11 |
| Herrendoppel | Pradeep Gandhe Sanjay Sharma |           |             |
| Damendoppel  | Kanwal Thakar Singh Ami Ghia |           |             |
| Mixed        | Satish Bhatia Latha Kailash  |           |             |